# Discografia de Whitesnake
Discografia da banda inglesa de hard rock Whitesnake.

## Álbuns

### Álbuns de estúdio
| Ano  | Título | Melhor posição nas paradas | Melhor posição nas paradas | Melhor posição nas paradas | Melhor posição nas paradas | Melhor posição nas paradas | Melhor posição nas paradas | Melhor posição nas paradas | Melhor posição nas paradas | Melhor posição nas paradas | Melhor posição nas paradas | Melhor posição nas paradas | Melhor posição nas paradas | Melhor posição nas paradas | Certificações (Vendas)                            |
| Ano  | Título | ING                        | AUS                        | AUT                        | CAN                        | DIN                        | FIN                        | FRA                        | HOL                        | NOR                        | NZ                         | SUE                        | SUI                        | EUA                        | Certificações (Vendas)                            |
| ---- | --- | -------------------------- | -------------------------- | -------------------------- | -------------------------- | -------------------------- | -------------------------- | -------------------------- | -------------------------- | -------------------------- | -------------------------- | -------------------------- | -------------------------- | -------------------------- | ------------------------------------------------- |
| 1978 | Trouble - Lançamento: Outubro - Gravadora: Sunburst Records - Formatos: LP, CS, CD                                                      | 50                         | —                          | —                          | —                          | —                          | —                          | —                          | —                          | —                          | —                          | —                          | —                          | —                          |                                                   |
| 1979 | Lovehunter - Lançamento: Outubro - Gravadora: Sunburst Records - Formatos: LP, CS, CD                                                   | 29                         | —                          | —                          | —                          | —                          | —                          | —                          | —                          | —                          | —                          | —                          | —                          | —                          |                                                   |
| 1980 | Ready an' Willing - Lançamento: 31 de maio - Gravadora: Sunburst Records - Formatos: LP, CS, CD                                         | 6                          | —                          | —                          | —                          | —                          | —                          | —                          | —                          | 32                         | —                          | —                          | —                          | 90                         | - RU: Ouro                                        |
| 1981 | Come an' Get It - Lançamento: 11 de abril - Gravadora: Sunburst Records - Formato: LP, CS, CD                                           | 2                          | —                          | —                          | —                          | —                          | —                          | —                          | —                          | 26                         | —                          | 24                         | —                          | 151                        | - RU: Ouro                                        |
| 1982 | Saints & Sinners - Lançamento: 20 de novembro - Gravadora: Sunburst Records - Formato: LP, CS, CD                                       | 9                          | 65                         | 14                         | —                          | —                          | —                          | —                          | —                          | —                          | 41                         | 45                         | —                          | —                          | - RU: Prata                                       |
| 1984 | Slide It In - Lançamento: janeiro (UK/CAN), abril (US) - Gravadora: EMI/Geffen Records (US) - Formato: LP, CD, CS                       | 9                          | —                          | —                          | —                          | —                          | —                          | —                          | —                          | 11                         | 46                         | 12                         | 12                         | 42                         | - EUA: 2× Platina                                 |
| 1987 | Whitesnake - Lançamento: 4 de abril - Gravadora: EMI/Geffen Records (US) - Formato: LP, CD, CS                                          | 8                          | 23                         | 25                         | 5                          | —                          | —                          | —                          | 27                         | 10                         | 2                          | 8                          | 10                         | 2                          | - RU: Platina - EUA: 8× Platina - CAN: 5× Platina |
| 1989 | Slip of the Tongue - Lançamento: 18 de novembro - Gravadora: EMI/Geffen Records (US) - Formato: LP, CD, CS                              | 10                         | 39                         | 29                         | 18                         | —                          | —                          | —                          | 43                         | 9                          | 35                         | 11                         | 11                         | 10                         | - RU: Ouro - EUA: Platina - CAN: 2× Platina       |
| 1997 | Restless Heart - Lançamento: 1997 - Gravadora: EMI - Formato: CD                                                                        | 34                         | —                          | 45                         | —                          | —                          | 7                          | —                          | 65                         | 35                         | —                          | 5                          | 23                         | —                          |                                                   |
| 2008 | Good to Be Bad - Lançamento: 18 de abril (GER), 21 de abril (EUR), 22 de abril (CAN/USA) - Gravadora: SPV/Steamhammer - Formato: CD, LP | 5                          | —                          | 11                         | 23                         | 18                         | 5                          | 69                         | 33                         | 5                          | —                          | 10                         | 15                         | 62                         |                                                   |
| 2011 | Forevermore - Lançamento: 25 de março (EUR), 29 de março (USA) - Gravadora: Frontiers - Formato: CD, LP                                 | 33                         | —                          | 27                         | 61                         | —                          | 11                         | 124                        | 42                         | 16                         | —                          | 6                          | 17                         | 49                         |                                                   |
| 2015 | The Purple Album - Lançamento: 18 de maio (EUR), 19 de maio (USA) - Gravadora: Frontiers - Formato: CD, LP                              | 18                         | —                          | 28                         | —                          | —                          | 2                          | 150                        | 24                         | 32                         | —                          | 17                         | 11                         | 87                         |                                                   |

### Álbuns ao vivo
| Ano  | Título                             | UK  | US  | RIAA | BPI     |
| ---- | ---------------------------------- | --- | --- | ---- | ------- |
| 1980 | Live...in the Heart of the City    | 5   | 146 | —    | Platina |
| 1998 | Starkers in Tokyo                  | —   | —   | —    | —       |
| 2006 | Live: In the Shadow of the Blues   | 141 | —   | —    | —       |
| 2011 | Live at Donington 1990             | 81  | —   | —    | —       |
| 2013 | Made in Japan                      | 67  | —   | —    | —       |
| 2013 | Made in Britain / The World Record | 172 | —   | —    | —       |
| 2014 | Live in 1984: Back to the Bone     | 105 | —   | —    | —       |

## EPs
| Ano  | Título                                                                                             | Melhores posições nas paradas | Melhores posições nas paradas | Certificações (Vendas) |
| Ano  | Título                                                                                             | UK                            | US                            | Certificações (Vendas) |
| ---- | -------------------------------------------------------------------------------------------------- | ----------------------------- | ----------------------------- | ---------------------- |
| 1978 | Snakebite - Lançamento: 1978 - Gravadora: EMI/Sunburst - Formatos: 7" vinyl                        | 61                            | —                             |                        |
| 1980 | Live at Hammersmith - Lançamento: 1980 - Gravadora: CBS Sony Japan - Formatos: 7" vinyl, CD        | 5                             | 146                           |                        |
| 1987 | 1987 Versions (Japan only) - Lançamento: 1987 - Gravadora: CBS Sony Japan - Formatos: CD, 7" vinyl | —                             | —                             |                        |

## Coletâneas
| Ano  | Título                                                                   | UK | US  | RIAA    | BPI  |
| ---- | ------------------------------------------------------------------------ | -- | --- | ------- | ---- |
| 1994 | Whitesnake's Greatest Hits                                               | 4  | 161 | Platina | Ouro |
| 2000 | 20th Century Masters – The Millennium Collection: The Best of Whitesnake | —  | 194 | Ouro    | —    |
| 2000 | Best Ballads                                                             | —  | —   | —       | —    |
| 2002 | Here I Go Again: The Whitesnake Collection                               | —  | —   | —       | —    |
| 2003 | The Silver Anniversary Collection                                        | 44 | —   | —       | Ouro |
| 2004 | The Early Anos                                                           | —  | —   | —       | —    |
| 2006 | The Definitive Collection                                                | —  | —   | —       | —    |
| 2006 | Gold: Whitesnake                                                         | —  | —   | —       | —    |

## Box sets
| Ano  | Título                                           | UK | US | RIAA | BPI |
| ---- | ------------------------------------------------ | -- | -- | ---- | --- |
| 2008 | 30th Anniversary Collection                      | 38 | —  | —    | —   |
| 2011 | Little Box O Snakes: The Sunburst Anos 1978–1982 | —  | —  | —    | —   |

## Singles
| Ano  | Single                                   | Posições nas paradas | Posições nas paradas | Posições nas paradas | Posições nas paradas | Posições nas paradas | Posições nas paradas | Álbum                            |
| Ano  | Single                                   | UK                   | AUS                  | CAN                  | NLD                  | US                   | US Rock              | Álbum                            |
| ---- | ---------------------------------------- | -------------------- | -------------------- | -------------------- | -------------------- | -------------------- | -------------------- | -------------------------------- |
| 1978 | "The Time is Right For Love"             | —                    | —                    | —                    | —                    | —                    | —                    | Trouble                          |
| 1979 | "Long Way from Home"                     | 55                   | —                    | —                    | —                    | —                    | —                    | Lovehunter                       |
| 1980 | "Fool for Your Loving"                   | 13                   | —                    | —                    | —                    | 53                   | —                    | Ready an' Willing                |
| 1980 | "Ready an' Willing"                      | 43                   | —                    | —                    | —                    | —                    | —                    | Ready an' Willing                |
| 1980 | "Sweet Talker"                           | —                    | —                    | —                    | —                    | —                    | —                    | Ready an' Willing                |
| 1980 | "Ain't No Love in the Heart of the City" | 51                   | —                    | —                    | —                    | 109                  | —                    | Live in the Heart of the City    |
| 1981 | "Don't Break My Heart Again"             | 17                   | —                    | —                    | —                    | —                    | —                    | Come an' Get It                  |
| 1981 | "Would I Lie to You"                     | 37                   | —                    | —                    | —                    | —                    | —                    | Come an' Get It                  |
| 1982 | "Here I Go Again"                        | 34                   | 53                   | —                    | —                    | —                    | —                    | Saints & Sinners                 |
| 1982 | "Victim of Love"                         | —                    | —                    | —                    | —                    | —                    | —                    | Saints & Sinners                 |
| 1982 | "Bloody Luxury"                          | —                    | —                    | —                    | —                    | —                    | —                    | Saints & Sinners                 |
| 1983 | "Guilty of Love"                         | 31                   | —                    | —                    | —                    | —                    | —                    | Slide It In                      |
| 1984 | "Standing in the Shadow"                 | 62                   | —                    | —                    | —                    | —                    | —                    | Slide It In                      |
| 1984 | "Give Me More Time"                      | 29                   | —                    | —                    | —                    | —                    | —                    | Slide It In                      |
| 1984 | "Love Ain't No Stranger"                 | 44                   | —                    | —                    | —                    | —                    | 34                   | Slide It In                      |
| 1984 | "Slow An' Easy"                          | —                    | —                    | —                    | —                    | —                    | 17                   | Slide It In                      |
| 1987 | "Here I Go Again '87"                    | 9                    | 24                   | 1                    | 6                    | 1                    | 4                    | Whitesnake                       |
| 1987 | "Is This Love"                           | 9                    | 12                   | 11                   | 31                   | 2                    | 13                   | Whitesnake                       |
| 1987 | "Still of the Night"                     | 16                   | —                    | —                    | —                    | 79                   | 18                   | Whitesnake                       |
| 1987 | "Crying in the Rain"                     | —                    | —                    | —                    | —                    | —                    | —                    | Whitesnake                       |
| 1988 | "Give Me All Your Love"                  | 18                   | —                    | —                    | —                    | 48                   | 22                   | Whitesnake                       |
| 1989 | "Fool for Your Loving '89"               | 43                   | 69                   | 37                   | 19                   | 37                   | 2                    | Slip of the Tongue               |
| 1990 | "The Deeper the Love"                    | 35                   | —                    | 36                   | —                    | 28                   | 4                    | Slip of the Tongue               |
| 1990 | "Now You're Gone"                        | 31                   | —                    | —                    | —                    | 96                   | 15                   | Slip of the Tongue               |
| 1990 | "Judgement Day"                          | —                    | —                    | —                    | —                    | —                    | 32                   | Slip of the Tongue               |
| 1994 | "Is This Love"/"Sweet Lady Luck"         | 25                   | —                    | —                    | —                    | —                    | —                    | Greatest Hits                    |
| 1997 | "Too Many Tears"                         | 46                   | —                    | —                    | —                    | —                    | —                    | Restless Heart                   |
| 1997 | "Don't Fade Away"                        | 132                  | —                    | —                    | —                    | —                    | —                    | Restless Heart                   |
| 1998 | "All In the Name of Love"                | —                    | —                    | —                    | —                    | —                    | —                    | Restless Heart                   |
| 2006 | "All I Want Is You"                      | —                    | —                    | —                    | —                    | —                    | —                    | Live: In the Shadow of the Blues |
| 2008 | "Lay Down Your Love"                     | —                    | —                    | —                    | —                    | —                    | —                    | Good to Be Bad                   |
| 2008 | "All for Love"                           | —                    | —                    | —                    | —                    | —                    | —                    | Good to Be Bad                   |
| 2008 | "Summer Rain"                            | —                    | —                    | —                    | —                    | —                    | —                    | Good to Be Bad                   |
| 2008 | "Can You Hear the Wind Blow"             | —                    | —                    | —                    | —                    | —                    | —                    | Good to Be Bad                   |
| 2011 | "Love Will Set You Free"                 | —                    | —                    | —                    | —                    | —                    | —                    | Forevermore                      |
| 2011 | "One of These Days"                      | —                    | —                    | —                    | —                    | —                    | —                    | Forevermore                      |

## Vídeos
| Ano  | Título | Certificações (Vendas) |
| ---- | --- | ---------------------- |
| 1983 | Live At Donington 1983 (Whitesnake Commandos) - Lançamento: 1983 - Gravadora: EMI - Formato: VHS, Laserdisc (Japan) |                        |
| 1983 | Fourplay - Lançamento: 1983 - Gravadora: Picture Music - Formatos: VHS, Laserdisc (Japan, 1991)                     |                        |
| 1987 | Trilogy - Lançamento: 1987 (Also Lançamento in 1988 with bonus tracks) - Gravadora: Geffen - Formato: VHS           | US: Platina            |
| 1998 | Starkers in Tokyo - Lançamento: 1998 - Gravadora: EMI - Formatos: VHS, DVD, CD, Laserdisc (Japan)                   |                        |
| 2006 | Live...in the Still of the Night - Lançamento: 2006 - Gravadora: EMI - Formatos: DVD, DVD+CD                        | UK: Ouro               |
| 2011 | Live at Donington 1990 - Lançamento: 2011 - Gravadora: Frontiers Records - Formato: DVD/CD                          |                        |
| 2013 | Made in Japan - Lançamento: 2013 - Gravadora: Frontiers Records - Formato: DVD/CD                                   |                        |
| 2014 | Live In 1984: Back To The Bone - Lançamento: 2014 - Gravadora: Frontiers Records - Formato: DVD, DVD+CD             |                        |